# Waukesha (wieś)
Waukesha – miejscowość w Stanach Zjednoczonych, w stanie Wisconsin, w hrabstwie Waukesha.